# 蒸米漿糕
印度蒸米漿糕（英語： /ˈɪdliː/，康納達語：ಇಡ್ಲಿ，吐魯語：ಇಡ್ಲಿ，坦米爾語：இட்லி，泰盧固語：ఇడ్లీ, ఆవిరికుడుము ，馬拉雅拉姆語：ഇഡ്ഡലി）又名白米糕，是一種起源自印度南部、後風行全國的鹹味糕餅。蒸米漿糕的直徑約五、六公分，以去殼黑吉豆和白米磨成糊，經隔夜發酵，再蒸熟製成。由於澱粉經發酵程序被分解為較小的分子，蒸米漿糕更容易為人體所消化吸收。它的靈感可能是自印尼傳入的；在印度，相關內容最早記載於西元920年的康納達語書寫中。
它普遍被當作早餐或點心食用，或搭配印度酸辣醬、桑巴湯等佐料。蒸米漿糕也常加入碾碎的乾香料如辣椒粉做為調味料，是方便攜帶、可隨時隨地食用的點心良品。